# Aermacchi MB-339
Aermacchi MB-339 là một máy bay tấn công và huấn luyện cao cấp của quân đội Ý. Đây là một phát triển để thay thế cho MB-326.

## Thiết kế và phát triển
MB-339 là một mẫu máy bay có hình dáng theo quy ước cũ, và khung thân của nó được dùng lại từ khung của Aermacchi MB-326. Nó có một thiết kế cánh thấp, cánh xuôi với những thùng nhiên liệu ở đầu cánh và khe lấy không khí nằm bên cạnh của thân phía trên cánh, bộ bánh đáp có ba bánh, và được thiết kế phù hợp cho cả học viên lẫn giáo viên trong khi thực hành bay. Sự thay đổi có giá trị nhất trên MB-339 là một thiết kế thân máy bay tiến về phía trước cho phép tăng tầm nhìn cho cả học viên ở phía trước lẫn giáo viên ở phía sau.
Chuyến bay đầu tiên diễn ra vào ngày 12 tháng 8 năm 1976 và đợt giao hàng đầu tiên cho Không quân Ý bắt đầu vào năm 1979. MB-339 còn được sản xuất cho đến năm 2004 với một phiên bản nâng cao, với một buồng lái hiện đại hơn. Trên 200 chiếc MB-339 đã được chế tạo, với hơn một nửa hoạt động trong biên chế của Không quân Ý.
Lockheed-Aermacchi MB-339 T-Bird II là một ứng cử viên đã thất bại trong cuộc chọn lựa máy bay cho Hệ thống máy bay huấn luyện cơ bản hợp nhất của Hoa Kỳ. Trong số 7 ứng cử viên, Raytheon/Pilatus đã giành chiến thắng và trở thành T-6 Texan II.
Theo một bài báo trên mạng 'Il Porto Franci' của Ý, có tên gọi 'Armi e finanziamenti nel corno d'Africa', Eritrea đã bỏ ra 50 triệu USD mua 6 chiếc MB-339 CE vào năm 1997. Đây là phiên bản của MB-339 được cải tiến với hệ thống điện tử hàng không tiên tiến hơn cho vai trò tấn công mặt đất, RWR, nâng cấp động cơ Viper 680-43, và tăng thể tích của thùng nhiên liệu ở đầu cánh. Người ta nói nó có thể mang tên lửa không đối không Sidewinder, tên lửa không đối đất AGM-65 Maverick, và bom điều khiển bằng laser. Vào năm 1997, giá của một chiếc MB-339C là khoảng 8,3 triệu USD một chiếc.
Tại New Zealand MB339 đã gặp trục trặc với loại động cơ Viper 680-43 như bị chết máy trong thời tiết ẩm ướt, máy nén bị đứng khi tăng-giảm tốc độ đột ngột, cánh quạt tuốt bin bị nứt, các lỗi an toàn và một mớ vấn đề tiềm năng khác nên hãng sản xuất bị yêu cầu phải khắc phục các lỗi trước khi nhận được khoản thanh toán cuối và hãng đã cố gắng để đáp ứng yêu cầu này.

## Các phiên bản
MB-339X
Hai nguyên mẫu
MB-339A
Phiên bản sản xuất gốc cho Ý.
MB-339PAN
Phiên bản cho đội bay biểu diễn Frecce Tricolori.
MB-339RM
Phiên bản định kích thước của radio và radar.
MB-339AM
Phiên bản MB-339A chế tạo cho Malaysia.
MB-339AN
Phiên bản MB-339A chế tạo cho Nigeria.
MB-339AP
Phiên bản MB-339A chế tạo cho Peru.
MB-339K Veltro II
Phiên bản tấn công một chỗ, bay lần đầu vào năm 1980
MB-339B
Phiên bản huấn luyện với khả năng tấn công nổi bật.
MB-339C
Phiên bản trang bị động cơ khỏe hơn.
MB-339CB
Phiên bản của New Zealand (sử dụng vũ khí huấn luyện dẫn đường bằng laser, có khả năng mang tên lửa AIM-9L và AGM-65 Maverick - hiện có 17 chiếc - đồn trú tại RNZAF Base Woodbourne, New Zealand)
MB-339CE
Phiên bản MB-339C chế tạo cho Eritrea.
MB-339CM
Phiên bản MB-339C chế tạo cho Malaysia.
MB-339CD
Trang bị thiết bị đo đạc và điều khiển bay hiện đại.
MB-339FD ("Full Digital")
Phiên bản xuất khẩu của MB-339CD
MB-339 T-Bird II (Lockheed T-Bird II)
Phiên bản cạnh tranh cho Hoa Kỳ JPATS.

## Các quốc gia sử dụng
Argentina

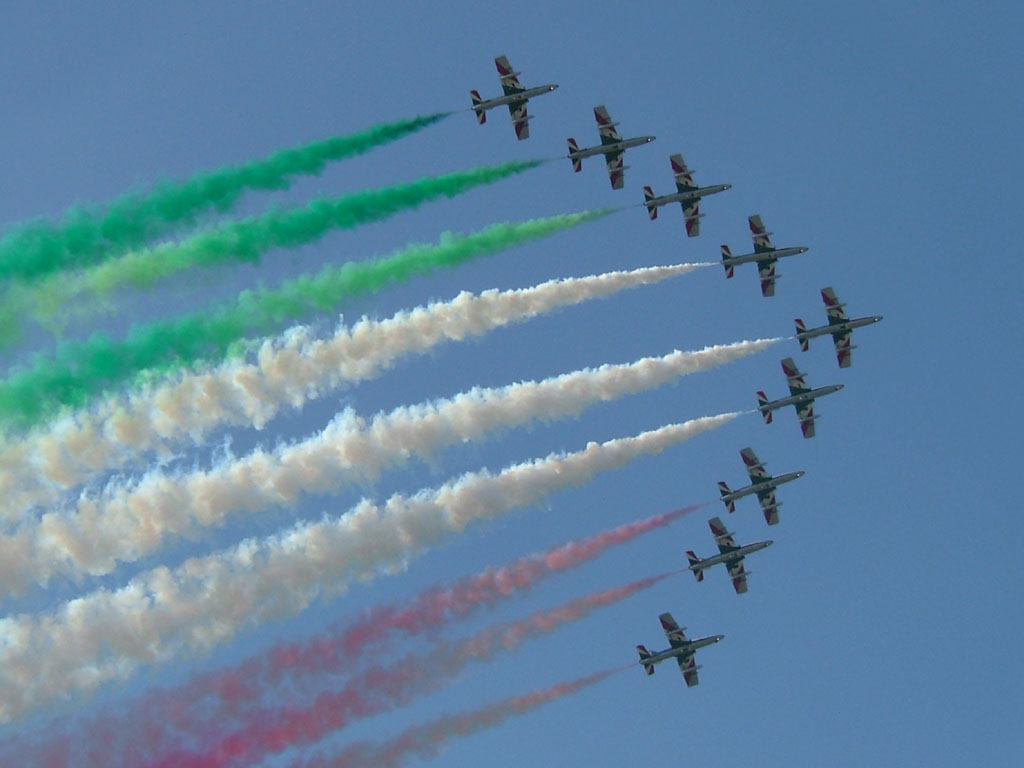
Frecce Tricolori at RIAT 2005 in their anniversary year

- Hải quân Argentina (Comando de Aviación Naval): là quốc gia đầu tiên sử dụng MB-326GB, mua 8 chiếc từ năm 1969. 10 chiếc MB-339 được mua vào năm 1979 và là những máy bay phản lực duy nhất hoạt động từ Sân bay Cảng Stanley (cùng với các máy bay động cơ phản lực cánh quạt là FMA IA 58 Pucará và T-34 Mentor) trong suốt Chiến tranh Falklands (tiếng Tây Ban Nha:Guerra de las Malvinas) vào năm 1982. Vào ngày 21 tháng 5 trong khi đang bay trinh sát thường ngày do đại úy Crippa điều khiển bay, một chiếc MB-339 đã trở thành máy bay đầu tiên tấn công lực lượng đổ bộ từ tàu HMS Argonaut của Hải quân Hoàng gia Anh. 5 MB-339 chiếc đã bị phá hủy hoặc chiếm giữ bởi các lực lượng Anh. 11 chiếc MB-326GC dư thừa của Không quân Brasil đã được chuyển giao cho phía Argentina sau chiến tranh và hiện vẫn đang hoạt động và chúng còn được gọi với tên gọi MC-32 ở Argentina.

 Dubai
- Liên đoàn không quân Dubai sử dụng 7 MB-339A.

 Eritrea
- Không quân Eritrea sử dụng 6 MB-339CE.

 Ghana
- Không quân Ghana sử dụng 4 MB-339A

 Ý
- Không quân Ý sử dụng 107 MB-339A và 30 MB-339CD.

 Malaysia
- Không quân Hoàng gia Malaysia sử dụng 13 MB-339AM - 8 chiếc hiện còn sử dụng.

 Nigeria
- Không quân Nigeria sử dụng hơn 12 MB-339AN.

 New Zealand
- Không quân Hoàng gia Royal New Zealand sử dụng 18 MB-339CB trong Phi đội số 14 RNZAF từ năm 1991 đến năm 2002.

 Perú
- Không quân Peru sử dụng hơn 16 MB-339AP.

## Thông số kỹ thuật (MB-339A)

### Đặc điểm riêng
- Phi đoàn: 2
- Chiều dài: 10,97 m (36 ft 0 in)
- Sải cánh: 10,85 m (35 ft 7 in)
- Chiều cao: 3,99 m (13 ft 1 in)
- Diện tích cánh: 19,3 m² (208 ft²)
- Trọng lượng rỗng: 3.075 kg (6.780 lb)
- Trọng lượng cất cánh: n/a
- Trọng lượng cất cánh tối đa: 4.400 kg (9.700 lb)
- Động cơ: 1× Rolls-Royce Viper Mk. 632, 4.000 lbf (17.8 kN)

### Hiệu suất bay
- Vận tốc cực đại: 896 km/h (560 mph)
- Tầm bay: 1.760 km (1.100 mi)
- Trần bay: 14.600 m (47.900 ft)
- Vận tốc lên cao: n/a
- Lực nâng của cánh: n/a
- Lực đẩy/trọng lượng: n/a

### Vũ khí
- Mang được 1.800 kg (4.000 lb) vũ khí trên 6 giá treo, bao gồm tên lửa không đối không AIM-9, không đối đất AGM-65, chống tàu Marte, bom và rocket (có thể tùy chọn với 2 súng 7,62mm hoặc 2 pháo 30mm DEFA trên MB-339CD)

## Tai nạn
- Ngày 28 tháng 8 năm 1988 ba chiếc Aermacchi MB-339 đã bị rơi do đâm vào nhau tại triển lãm hàng không Ramstein khiến ba phi công thiệt mạng cùng 67 người khác đang xem biểu diễn và hơn 500 người bị thương, được xem là một trong các tai nạn hàng không nghiêm trọng nhất[2][3].

## Nội dung liên quan

### Máy bay có cùng sự phát triển
- Aermacchi MB-326

### Máy bay có tính năng tương đương
- BAE Hawk
- Aero L-39 Albatros
- L-159 ALCA
- G-4 Super Galeb

### Danh sách tiếp theo
MB-338 -
MB-339 -
MB-340